# Associação de Futebol de Santa Lúcia
A Associação de Futebol de Santa Lúcia (em inglês: St. Lucia National Football Association, ou SLFA) é o orgão dirigente do futebol em Santa Lúcia. Ela é a responsável pela organização dos campeonatos disputados no país, bem como da Seleção Nacional.